# Skor
Skor (geboren in Horgen als Daniel Bachmann) ist ein Schweizer Rapper. Er ist als Solokünstler und Mitglied verschiedener Bands tätig.

## Musikalische Karriere
In den 2000er-Jahren war Skor Mitglied der Rapgruppe Linktiim. Mit ihr veröffentlichte er 2005 das Album Neon. 2008 begann er, gemeinsam mit Steezo auf Tour zu gehen. Im selben Jahr veröffentlichte er mit ihm zusammen das Album Not clean yet. 2012 publizierten sie unter dem Namen MDMA, was für «Marco und Dani mached alles» steht, das Album Clean. 2011 gründete Skor zusammen mit Tinguely dä Chnächt und Sterneis die Rapgruppe Temple of Speed. Bis 2021 war er an sieben Alben von Temple of Speed beteiligt.
2013 veröffentlichte Skor sein erstes Soloalbum Und Nachteil. Für die Produktion von Und Nachteil zog er sich zusammen mit dem Produzenten Marton di Katz in den Jura zurück. Dabei entstanden 20 Songs, von denen 10 auf dem Album veröffentlicht wurden. Der darauf veröffentlichte Song I de Schwiiz galt als YouTube-Hit. Skor schrieb den Song, als er längere Zeit in New York lebte. Laut NZZ formulierte er darin ein «breit empfundenes gesellschaftliches Unbehagen» in der Schweiz.
Für das zweite Soloalbum Gang erstellte Skor selbst ein musikalisches Konzept, das er danach mit den Produzenten Domi Chansorn und Marton di Katz besprach. Die Beats wurden mit Live-Instrumenten aufgenommen. Während Und Nachteil melancholisch und nachdenklich ist, klingt Gang zorniger und humoristischer.

## Privates
Skor absolvierte eine Berufslehre als Unterhaltungselektronikverkäufer – nach eigenen Angaben, weil er da bei einer Schnupperlehre Musik hören durfte.
Er arbeitete neben seiner musikalischen Karriere als Türsteher und ist als Kulturveranstalter tätig.

## Diskografie

### Alben

#### Als Solokünstler
- Und Nachteil (2013)
- Gang (2017)

#### Mit Linktiim
- Neon (2005)

#### Zusammen mit Steezo
- Not Clean Yet (2008)
- MDMA: Clean (2012)

#### Mit Temple of Speed
- 10 Tracks – Vol. I (2011)
- 10 Tracks – Vol. II (2012)
- 10 Tracks – Vol. III (2012)
- 10 Tracks – Vol. IV (2012)
- 10 Tracks – Vol. V (2014)
- 10 Tracks – Vol. VI (2015)
- 10 Tracks – Vol. VII (2021)